# Bertil Torekull
Rune Otto Bertil Torekull, född 16 oktober 1931 i Ronneby, är en svensk publicist, politiker och författare.

## Biografi
Torekull var chefredaktör för Vecko-Revyn 1962–1964, Veckans affärer 1970–1973, Dagens Industri 1976–1980, Östgöta Correspondenten 1981–1989 samt Svenska Dagbladet 1989–1991. 1976 var han initiativtagare och grundare till Dagens Industri samt dess förste chefredaktör och ansvarig utgivare. Han var även initiativtagare och grundare till nyhetsmagasinet Reportage, som utkom med ett fåtal nummer 1980 och trots massiva satsningar blev ett av Bonnierkoncernens största misslyckanden.
Torekull skrev under signaturen "Mr Trend" i Veckans affärer 1965–1989, därefter i Svenska Dagbladet, tidningen Justitia och olika landsortstidningar. Han var ordförande i Publicistklubben 1985–1988 och utlandskorrespondent för Bonniers i USA 1967–1968 och Frankrike 1971–1972. För närvarande är han kolumnist i Ystads Allehanda, samhällsdebattör och föreläsare. 
Torekull har gett ut ett tjugotal böcker, förutom många kåserisamlingar (Mr Trend), verk av självbiografisk typ och med anknytning till massmedia. Torekull är bosatt på Österlen.
Torekull kandiderade i valet 2014 till EU-parlamentet för Miljöpartiet de Gröna.

### Som Mr Trend
- Er tillgivne Mr Trend : en samling kåserier (1968)
- Er tillgivne Mr Trend : en samling kåserier : 2 (1969)
- Målarbok för direktörer (1969)
- Er tillgivne Mr Trend : en samling kåserier : 3 (1970)
- Mr Trend på kontoret (1987)
- Brev till en ofödd skattskyldig och andra blandekonomiska lägesrapporter (1990)

## Priser
- 1968 fick Torekull Stora journalistpriset

## Politiska utspel
- Med motiveringen att invandringen och integrationen "börjar likna ett fiasko" föreslog Torekull i april 2015 ett tillfälligt invandringsstopp[4]
- Torekull uppmanade i maj 2015 Åsa Romson att avgå efter hennes uttalande om att flyktingkatastroferna på Medelhavet riskerar att bli vår tids Auschwitz. Detta eftersom flyktingkatastrofen, hur illa den än är, inte går att jämföra med Förintelsen.[5]